# マイケル・フォーチュナティ
マイケル・フォーチュナティ（Michael Fortunati, 1955年9月4日 - ）は、フランスとベルギーを活動拠点とするイタリア出身の男性歌手、シンガーソングライターである。1980年代後半のイタリアンユーロビートで著名な音楽家である。本名はピーエル・ミカエル・ニグロ (Pierre Michael Nigro) で、「ユーロビートの帝王」とも称される。
ユーロビートでポップ・ミュージックに特化した音楽を展開し、メロディアスな音楽を好む日本を中心に世界各国で親しまれる。

## プロフィール
イタリアのプッリャ州ヴィッラ・カステッリで誕生し、家庭事情で長らくフランスのノール県へ移住する。
1970年代から兄弟とともにポップ・ロック・バンド「Carré d'as」を結成してフランス国内を中心に活動したのちに、1986年からマイケル・フォーチュナティ名義でソロ活動を始め、フランスの音楽レーベル「Flarenasch」でソロ・デビュー曲「Give Me Up」を発売するとフランスとベルギーで1位となる。
1987年に東京音楽祭へ来日してディスコ&ダンス部門でグランプリとなり、好景気でディスコブームの日本で大ヒットした。テレビ番組「夜のヒットスタジオDELUXE」で「Give Me Up」をBaBeと共演した。
2010年1月18日にテレビ番組「SMAP×SMAP」でSMAPと「Give Me Up」を歌唱する。2018年と2019年に来日公演する。

## ディスコグラフィー

### シングル
1. 『ギヴ・ミー・アップ』- GIVE ME UP [1986]
  - 1987年にBaBe、長山洋子、東京地区マハラジャ社長の成田勝、2005年に安良城紅（TDKのCM）、2006年にMi、2009年に玉置成実（『ヤッターマン』5代目エンディングテーマ）がカバーした。
  - バナナラマの『アイ・ハード・ア・ルーマー』（全米4位）はこの曲に触発されて制作されたといわれている。
2. 『イントゥ・ザ・ナイト』- INTO THE NIGHT [1986]
  - 1987年に成田勝がカバーしている。
3. 『恋のラストチャンス』- GONNA GET YOU [1987]
  - 『鶴瓶上岡パペポTV』 テーマ曲
4. 『ゲーム・オブ・フォーチュン』- GIOCH DI FORTUNA [1987]
  - マリーンとのタイアップ曲
5. 『ハレルヤ』- ALLELUIA [1988] 
  - 松平健が2007年7月25日リリースの『マツケンパラパラ〜俺様ゲーム〜』でカバー。
  - サントリー『プロテインウォーター』のCM、『お笑いネットワーク』のテーマ曲に使用された。
6. 『レット・ミー・ダウン』- LET ME DOWN [1989]
7. 『ABC』- A.B.C.(It's Called) [1989]
8. 『ダンス・ウィズ・ミー』- DANSE AVEC MOI [1989]
9. 『ベイビー・ユー』- BABY YOU [1990]
10. 『FREAKはすてて』- I'M NOT A FREAK [1991]
11. 『ビッグ・バン』- BIG BANG [1991]
12. 『テイク・ミー・オン・アップ』- TAKE ME ON UP [1992]
13. 『ジェネレート』 [1993]
14. 『ブレイク・イット・アップ!』- BABY BREAK IT UP! [1995]
15. 『ドリーミン』- DREAMIN' [1998][4]

### アルバム
1. 『ギヴ・ミー・アップ〜フォーチュナティズ・ファースト〜』- GIVE ME UP - FORTUNATI'S 1st - [1987]
2. 『ハレルヤ〜フォーチュナティズ・セカンド〜』- Alleluia - FORTUNATI'S 2ND - [1988]
3. 『レット・ミー・ダウン〜フォーチュナティズ3rd』- Fire [1988]
4. 『ビッグ・バン〜フォーチュナティズ4th』- BIG BANG - FORTUNATI'S 4TH [1991]
5. 『ブレイク・イット・アップ!』- BABY BREAK IT UP! - FORTUNATI'S 5TH [1995]
6. 『ドリーミン』- DREAMIN' [1997]
7. 『ベスト・オブ2000』- The Best Of 2000 [2000]
  - 自身のヒット曲のセルフカバー盤、新曲もあり

### ベスト盤・リミックス盤
1. 『ワールド・リミクシーズ』- THE WORLD REMIXES [1990]
2. 『マイケル・フォーチュナティ/グレイテスト・ヒット』 [1992]
3. 『ベスト・オブ・マイケル・フォーチュナティ〜ハイパー・ノンストップ・ミックス〜』 [1995]
4. 『リミックス・イット・アップ!』 [1995]
5. 『ギヴ・ミー・アップ-ザ・ヴェリー・ベスト・オブ・マイケル・フォーチュナティ』 [2002]
6. 『ギヴ・ミー・アップ -コンプリート・ベスト・オブ・マイケル・フォーテュナティ』 [2008]